# Baronie IJsselstein
De baronie IJsselstein was een heerlijkheid binnen het Heilige Roomse Rijk. Ten tijde van de Republiek der Verenigde Nederlanden vormde het een zelfstandige enclave onder het gezag van de familie Oranje-Nassau.

## Geschiedenis
Het kasteel IJsselstein werd in 1279 voor het eerst genoemd als bezit van Gijsbrecht van Amstel. Bij het kasteel ontstond een nederzetting, die uit zou groeien tot de stad IJsselstein.
De heerlijkheid IJsselstein was vanouds een leen van het graafschap Holland.
 Stadsrechten kreeg IJsselstein waarschijnlijk in 1310. Uit dat jaar zijn ook aktes betreffende de inwijding van de Nicolaaskerk en de toestemming om drie jaarmarkten te mogen houden.
In 1363 kwam IJsselstein in het bezit van de familie Egmond.
De stad werd omstreeks 1390 ommuurd. In 1418 werd zij verwoest door de Utrechters en in 1466 door Geldersen. De stad werd weer opgebouwd, zij het slechts half zo groot. Na 1852 werden de stadsmuren grotendeels gesloopt, de 15e-eeuwse gracht bleef behouden.
In 1551 kreeg Willem van Oranje de stad in zijn bezit door zijn huwelijk met Anna van Egmond, erfdochter van Maximiliaan van Egmont. Willem ontving de heerlijkheid in leen van koning Filips II van Spanje, die ook graaf van Holland was.
Met het Plakkaat van Verlatinghe werd de soevereiniteit van Filips opgeheven. Door Willem en zijn erfgenamen werd dit uitgelegd als dat de soevereiniteit nu direct aan hen viel, en niet meer onder het graafschap Holland.
IJsselstein werd een van de zelfstandige heerlijkheden die als enclaves binnen de Republiek lagen. Deze enclaves vielen buiten het rechtsgebied van de Republiek en trokken daardoor vaak volk aan dat het binnen de Republiek te heet onder de voeten werd. Ook IJsselstein kreeg een slechte naam als toevluchtsoord voor schuldenaren en misdadigers.
In 1730 beschreef de satirist Jacob Campo Weyerman de stad als volgt:
een nest dat meer insekten uytlevert en inslaat binnen een jaar, als een koopman in yzerwaaren haaken en oogen verhandelt geduurende zyn leeven ... koopluyden, maakelaars, getabberde ligtemissen, doodslagers, vergiftigers, degenluyden’.— Bron: Fred Vogelzang: Van boevenoord tot belastingparadijs, IJsselstein in de achttiende eeuw
Nadat in 1732 Maria Louise van Hessen-Kassel, regentes voor Willem V, als barones aantrad probeerde ze een meer eerbare koers te varen. Openbare voorzieningen werden verbeterd, en lage belastingen waren erop gericht rijke renteniers aan te trekken. IJsselstein profileerde zich nu als belastingparadijs.
De Bataafse Revolutie in 1795 maakte een einde aan de zelfstandigheid van IJsselstein en de andere enclaves, die geannexeerd werden door de Bataafse Republiek. Na aanvankelijk aansluiting gezocht te hebben bij Holland werd het na meerdere herindelingen uiteindelijk bij het Departement van de Delf ingedeeld.
De Nederlandse koning voert de adellijke titel baron van IJsselstein. Zie Titels Nederlandse koninklijke familie.
Zie ook: Lijst van heren van IJsselstein